# Рамбюр (замок)
Рамбюр (фр. Château de Rambures) — старинный замок во Франции, один из наиболее хорошо сохранившихся средневековых фортификационных комплексов XV века. Расположен в одноимённой коммуне, в департаменте Сомма, в регионе О-де-Франс. За время существования ни разу не был взят штурмом или в ходе осады. По своему типу относится к замкам на равнине.

## Расположение
Замок расположен в исторической области Пикардия, в нескольких километрах к югу от города Абвиль и в нескольких километрах к северу от долины реки Брель. До побережья пролива Ла-Манш примерно 20 километров к западу. Регион имел чрезвычайно важное стратегическое знамение. Здесь проходили важнейшие пути от Парижа к морскому побережью в сторону Британии. Поэтому долгое время борьбу за контроль над данной областью вели короли Франции, Англии и герцоги Бургундские.
Окружающая местность в основном равнинная. Из-за отсутствия естественных труднодоступных для атаки точек (вершины холмов, острова) перед строителями замков стояла сложная задача по созданию сильных крепостей.

## История

Герб рода Рамбюр (дворянский род)

С XI века окрестные земли принадлежали знатной семье де Рамбюр. Однако долгое время здесь не возводили серьёзных укреплений, так как не имелось естественных возвышенностей или островов.
История замка Рамбюр и его владельцев тесно связана с событиями Столетней войны и завоеванием Пикардии герцогами Бургундии. Основателем крупной кирпичной крепости стал Давид де Рамбюр. Этот дворянин командовал королевскими арбалетчиками и имел высокое положение при дворе. Однако он погиб вместе с тремя своими сыновьями в битве при Азенкуре в 1415 году. Это событие прервало на некоторое время строительство крепости. Однако вскоре Андре де Рамбюр, старший сын Давида, счастливо избежавший смерти, продолжил работы.
В 1423-м, через три года после заключения Договор в Труа, Бургундский герцог Филипп III Добрый с помощью англичан захватил замок Рамбюр. Андре де Рамбюр попал в плен в 1430 году после успешной осады англичанами крепости Омаль отрядами графа Саффолка. Законный владелец замка провёл в заключении в Англии десять лет. Все эти годы родственники собирали деньги на его выкуп из плена. Однако в это же время Шарль Демаре, один из военачальников короля Франции, сумел отвоевать замок. Вскоре французы усилили крепостные сооружения Рамбюра и превратили его в важную базу для дальнейших атак на англичан в районе Дьепа. В 1440 году Андре де Рамбюр был освобожден из плена, вернулся на родину и вновь продолжил принимать активное участие в боевых действиях против Англии. Одновременно он продолжил работы по реконструкции родового замка.
Свой нынешний вид комплекс приобрёл во времена Андре де Рамбюра и его сына Жака де Рамбюр (сына Андре). В 1461 году король Людовик XI пожаловал Жаку титул камергера и назначил своим советником. Жак был назначен представителем в переговорах с Карлом Смелым. Обладая внушительными ресурсами владелец замка смог завершить масштабное строительство около 1475 года.

## Эпоха ренессанса и Новое время

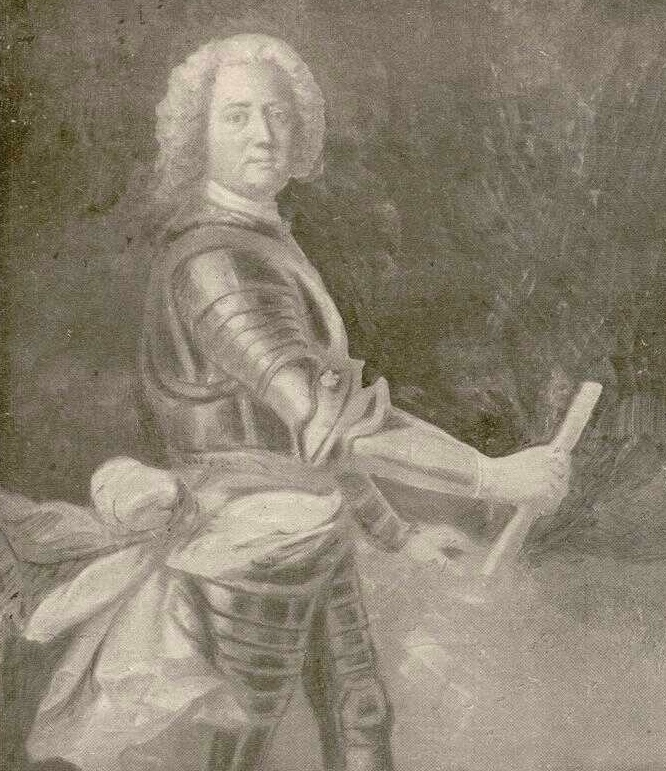
Шарль де Рамбюр

После Столетней войны серьёзные боевые действия обходили Рамбюр стороной. Это позволило замку благополучно сохранится практически в том же виде, который он имел в конце XV века. Комплекс оставался важной дворянской резиденцией, однако в ходе реконструкций так и не изменил внешний облик.

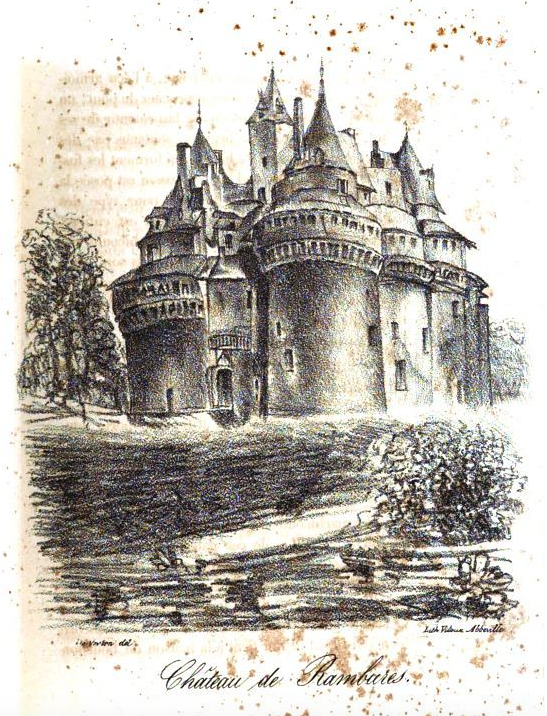
Замок на рисунке 1844 года

В конце XVII века род де Рамбюр пресёкся по мужской линии. Через замужество Шарлотты де Рамбюр, родной тёти последнего собственника замка, комплекс перешёл во владение рода де Фонтениль.

## XX век
В годы Первой и Второй мировой войн Рамбюр также избежал разрушений, несмотря на то, что находился в зоне активных боевых действий. В 1927 году в феврале власти Франции признали замок памятником архитектуры.
В настоящее время Рамбюр остаётся в частной собственности. Владельцы до сих пор используют его как жилую резиденцию.

## Основные владельцы замка

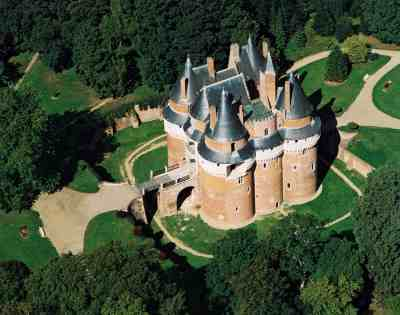
Вид замка с высоты птичьего полёта

Право собственности на замок и прилегающее поместье передавалось по наследству по мужской линии или через браки дочерей (если у лендлорда не было сыновей). Список основных владельцев выглядит следующим образом:

### Семья де Рамбюр
- Ассон (XI век).
- Давид (до 1103 года), сын Ассона.
- Жан (XII век), сын Давида; женат за Хавис де Бурнонвиль
- Робин, сын Жана; женат на Иде из дома Мелу[нем.].
- Жан, сын Робина; женат на Аделине.
- Гуго (до 1356 года), сын Жана; женат на Жанне де Дрюкат.
- Жан (до 1405 года), сын Гуго, командующий гарнизоном крепости Гиз, наместник в Аррасе. Король Карл V отправил его в Пруссию во главе посольства к Великому магистру Тевтонского ордена. Женат вторым браком на Жанне де Берни.
- Андре (до 1405 года), сын Жана, капитан крепостей Булонь-сюр-Мер и Гравлин, губернатор провинции Западная Фландрия, камергер короля Карла VI. Женат на Жанне де Бреньи. От этого союза родилось по меньшей мере трое сыновей: Давид, Филипп и Флоран. Андре погиб во время осады Шато-де-Мерк.
- Давид де Рамбюр[фр.] (1364–1415), сын Андре. С 1411 года Великий магистр арбалетчиков. Женился на Екатерине д'Окси[фр.] в 1412 году и вскоре начал строительство родового замка. Погиб в битве при Азенкуре вместе с тремя сыновьями. Давид даже упоминается в драме Уильяма Шекспира «Генрих V». По сюжету де Рамбюр сражался с англичанами вместе с дофином, будущим королём Карлом VII.
- Андре де Рамбюр[фр.] (около 1395 года — 12 августа 1449), сын Давида; женат на Перонн де Креки. В 1429 году командовал отрядом в Орлеане, где познакомился с Жанной д'Арк. Погиб при осаде крепости Понт-Одеме.
- Жак де Рамбюр[фр.] (около 1428 — после 1488), сын Андре. Женат на Марии Антуанетте де Берж Сен-Винох. При нём около 1470 года в целом завершилось строительство замка.
- Андре де Рамбюр (до 1512 г.), сын Жака, советник и камергер короля. С 1492 года — сенешаль и губернатор Понтьё, великий магистр вод и лесов Пикардии. Женат на Жанне де Аллюэн.
- Жан де Рамбюр (1500–1591). Женат с 1538 года на Клод де Бурбон-Вандом, происходившей из дома де Линь. Во втором браке женат на Франсуазе Анжуйской, графине де Даммартен.
- Шарль де Рамбюр (1572–1633), сын Жана. Участник битвы при Арке в 1589 году. Спас жизнь королю Генриху IV в битве при Иври в 1590 году. В ответ удостоился от монарха прозвища le brave Rambures («Храбрый Рамбюр»). Женат с 1620 года на Рене де Буленвилье из Дома де Куртенэ.

### Маркизы де Рамбюр
- Шарль Рене (около 1622–1671), граф де Куртене, сын Карла, полковник королевской пехоты. В 1656 году женился на Мари де Ботру.
- Луи Александр (1658–1676), сын Шарля Рене. Умер в возрасте 18 лет, не оставив потомков.
- Шарлотта де Рамбюр, тётя Луи Александра и сестра Шарля Рене.  Унаследовала имение после смерти племянника и брата. Вышла замуж в 1645 году за Франсуа де Ла Роша, маркизом де Фонтениль. В итоге замок Рамбюр перешёл во владение семьи Фонтениль.

### Маркизы де Рамбюр де Ла Рош де Фонтениль
- Франсуа (до 1728), сын Франсуа де Ла Рош. Женат с 1683 года на Марии Терезе де Месм.
- Луи Антуан (1696–1755), сын Франсуа, лагерный маршал. С 1735 женат на Элизабет Маргарите де Сен-Жорж де Верак.
- Антуан Сезар (1746–1764), сын Луи Антуана, пехотный офицер. Не оставил сыновей.
- Пьер Поль Луи (1755–1833), двоюродный брат Антуана Сезара и правнук Франсуа и Шарлотты. С 1791 года лагерный маршал. Женат на Мари Клод Александрин Морар д'Арсес. В 1791 году после событий Великой Французской революции эмигрировал из Франции.
- Аделаиде Оноре Сезар (1786–1868), сын Пьера Поля и Мари Клод. С 1833 года женат на Шарлотте-Антуанетте Терезе Ле Клерк де Жуинье[фр.].
- Леон Александр (1835–1920), сын Аделаиде Оноре Сезара и Шарлотты-Антуанетты Терезы. В 1859 году заключил брак с Марией-Терезой де Шевинье. Не имел сыновей.
- Шарль Антуан (1839-1930), брат Леона Александра. В 1864 году женился на Луизе Амур Мари де Буйе. Супруги не имели детей оказались последними, кто носил титул маркизов Рамбюр.

### Владельцы в XX веке и в настоящее время
- Ги Ле Телье, граф де Бланшар (до 1969 года), внучатый племянник Шарля Антуана; унаследовал замок в 1930 году.
- Шарль Анри Ле Телье де Бланшар де ла Рош-Фонтениль, граф де Бланшар, сын Ги. Женат на Элен Броссе. В семье родилось двое детей: Гийом (1973) и Аурелия-Анриана (1976).

## Описание и архитектура

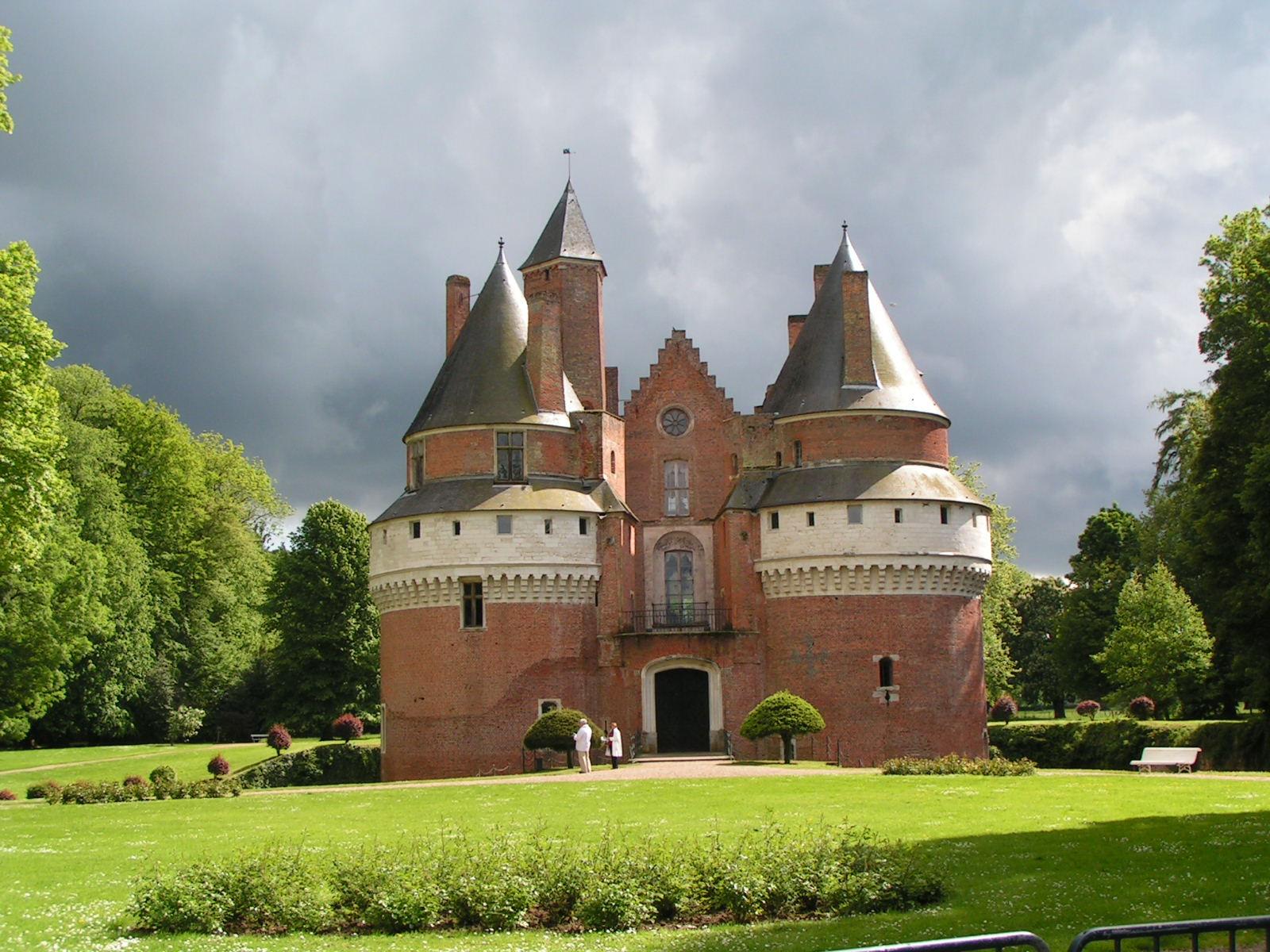
Общий вид замка с южной стороны

Кирпичный замок XV века считается шедевром оборонительной архитектуры Позднего Средневековья. Его прочные стены и мощные башни не раз спасали владельцев во время осад. Внешний контур стен сохранился в неизменном виде с XV века.
Замок в основании имеет почти квадратную планировку. В каждом углу находится мощная круглая башня, к которым со стороны двора примыкают небольшие лестичные башни. Так как поблизости не имелось каменоломен, то сооружение целиком построено из кирпича. Особый способ обжига позволил изготавливать особо прочные строительные материалы, которые позволили прекрасно сохранится стенам и башням. Единственный вход в замок возможен только с южной стороны. С прежних времён сохранился подъёмный мост, который вёл к главным воротам через специально выкопанный глубокий ров.
Рамбюр окружён большим парком. Благодаря редким породам деревьев и цветникам он не раз признавался лучшим садом в регионе. Заслуживают внимания розарий и более чем 200-летняя секвойя, саженец которой в качестве сувенира привезли во Францию 1787 году во времена Войны за независимость США.

## Современное использование
Парк и часть помещений замка открыты для посещения. Комплекс является самым посещаемым замком в департаменте Сомма.

## Галерея

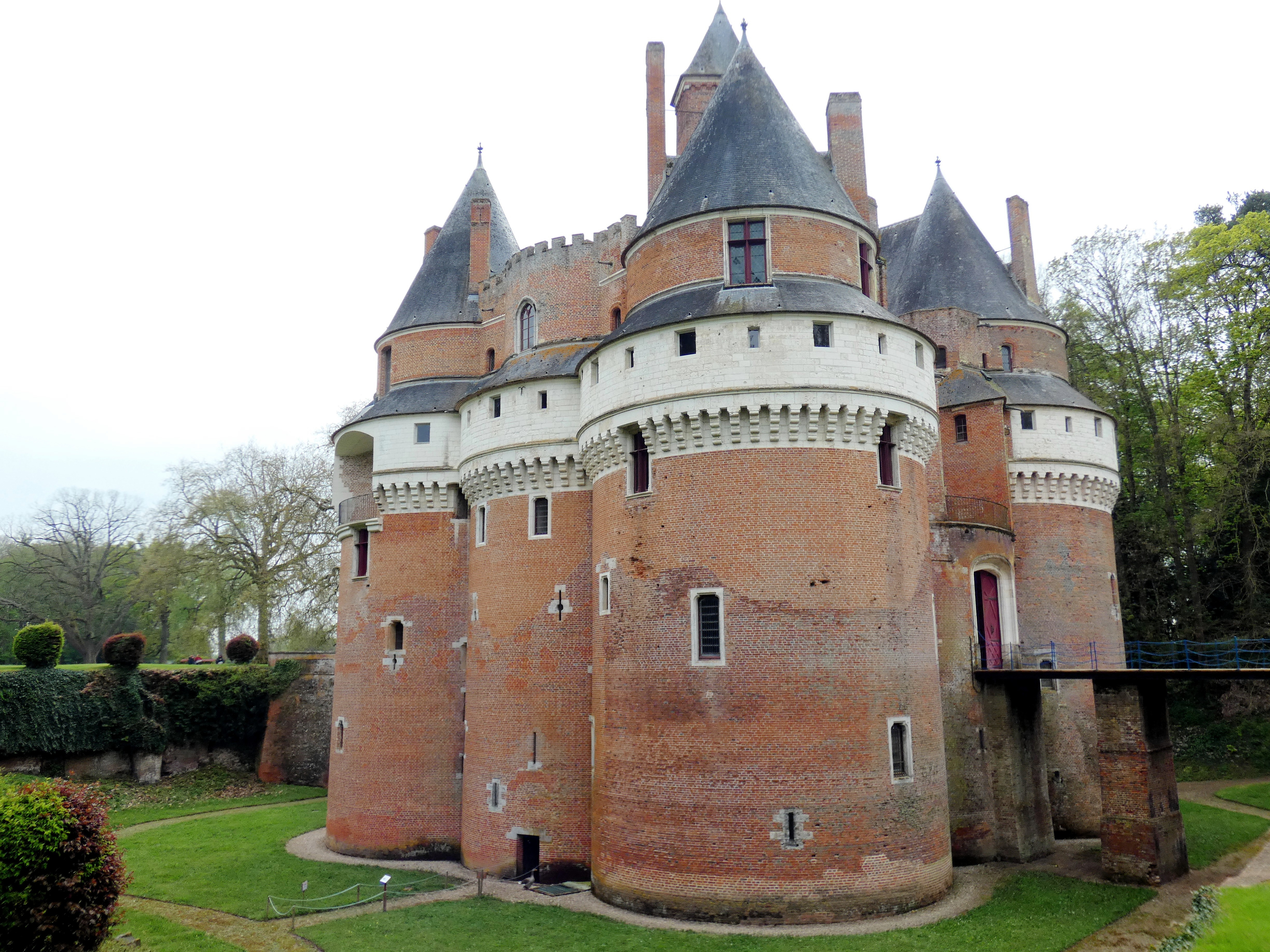
Вид замка с юго-западной стороны
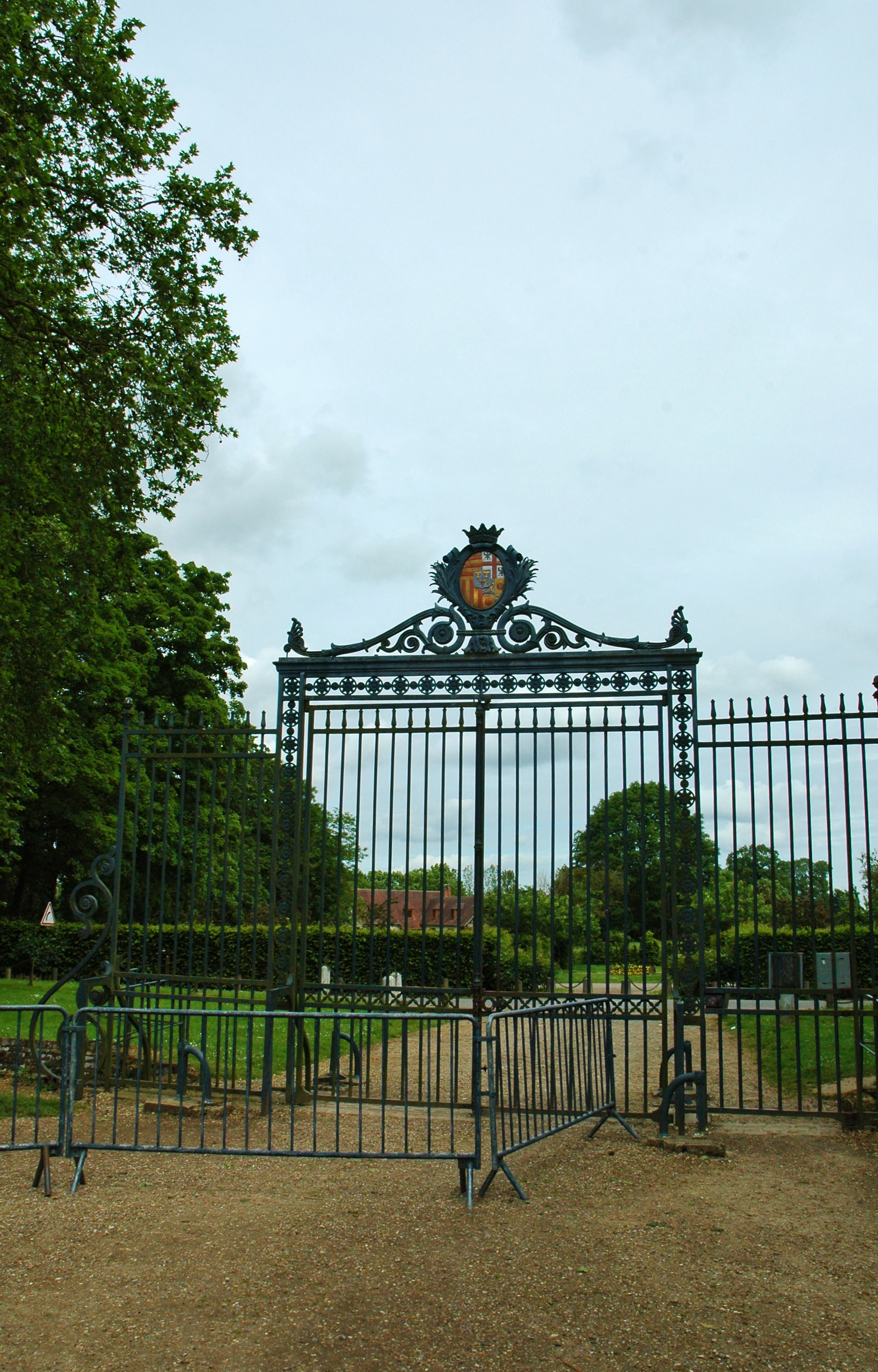
Главные ворота, ведущие в парк и к замку
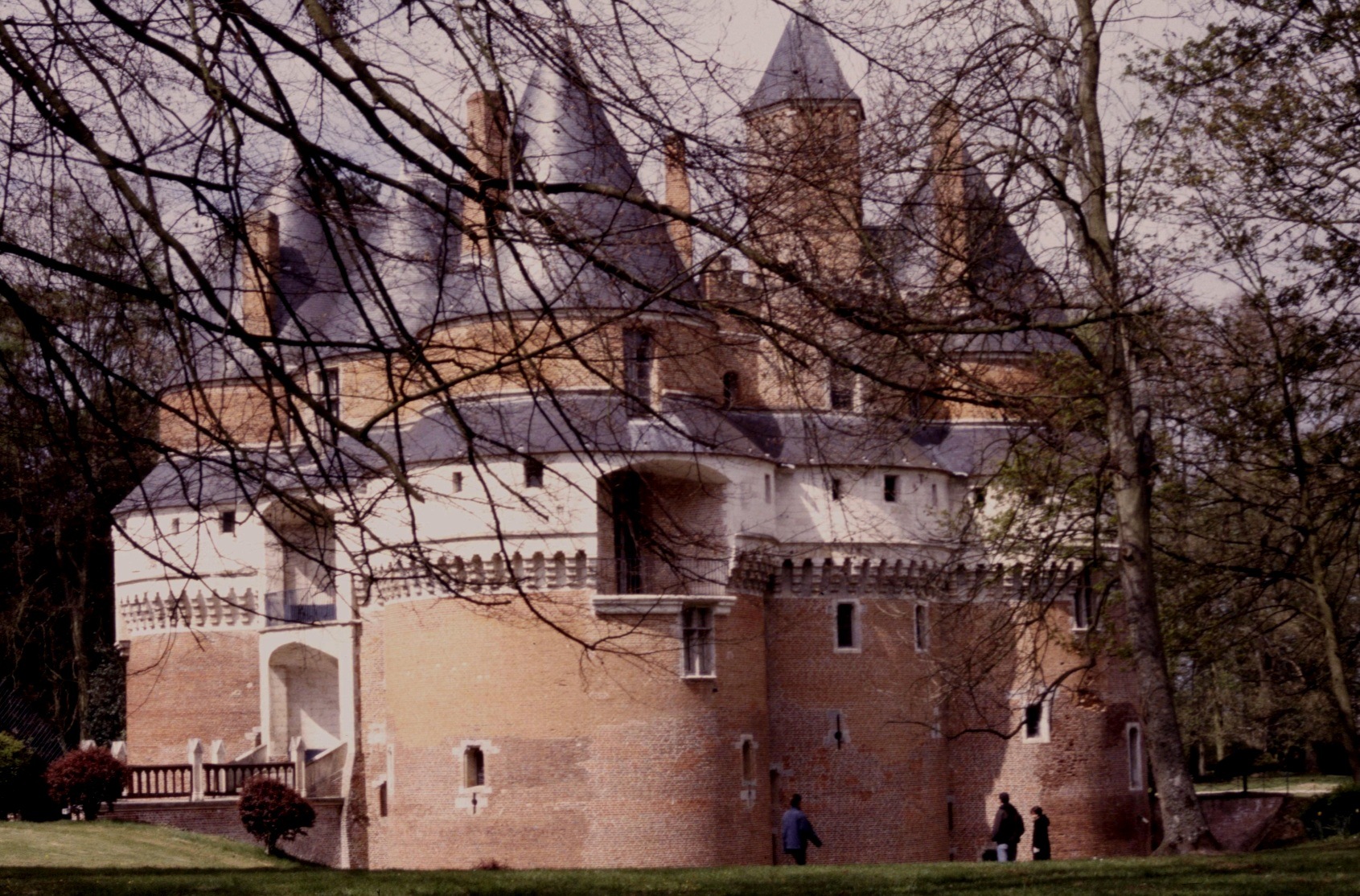
Внутренний замка с юго-восточной стороны
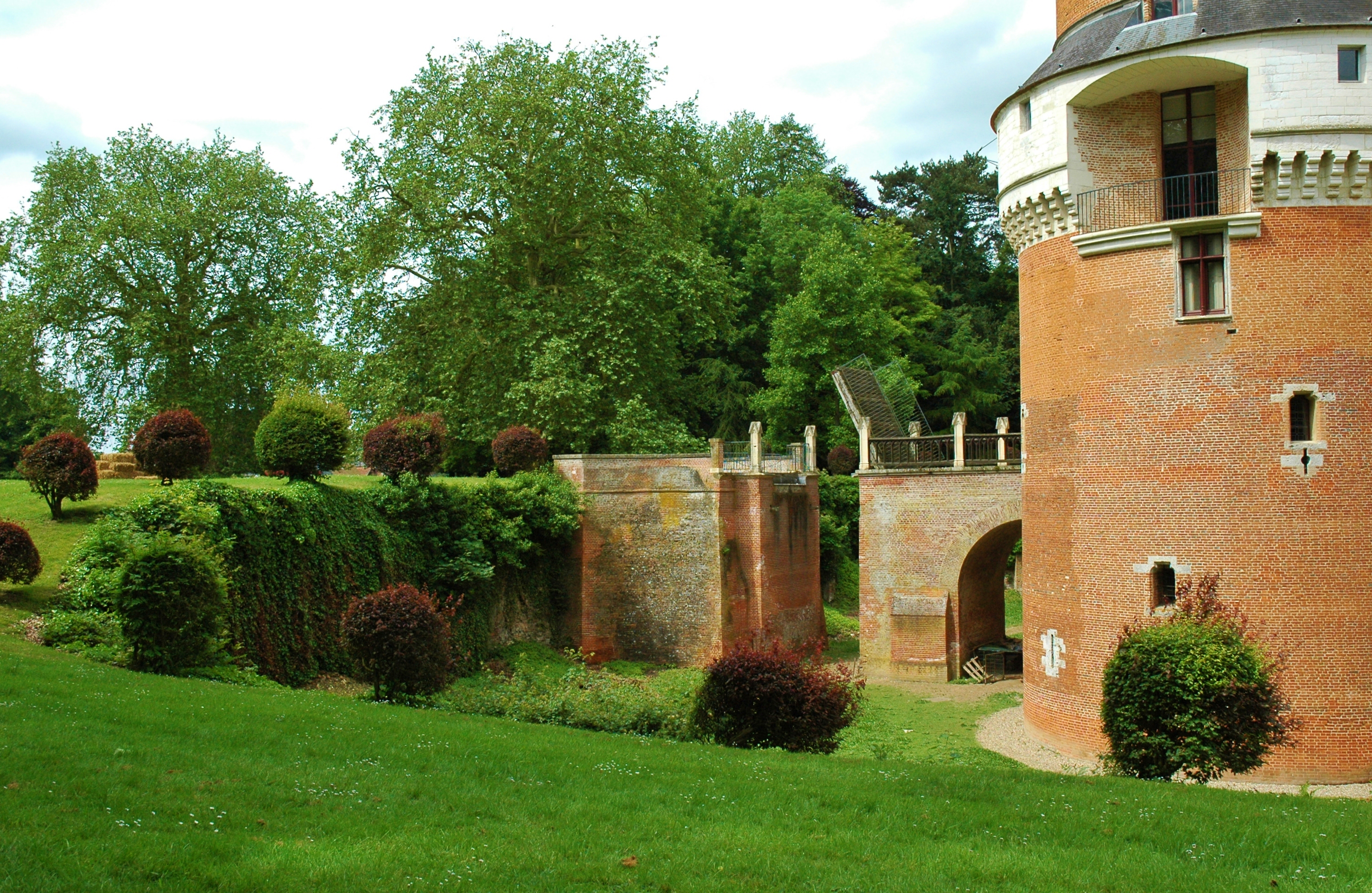
Подъёмный мост, ведущий в замок
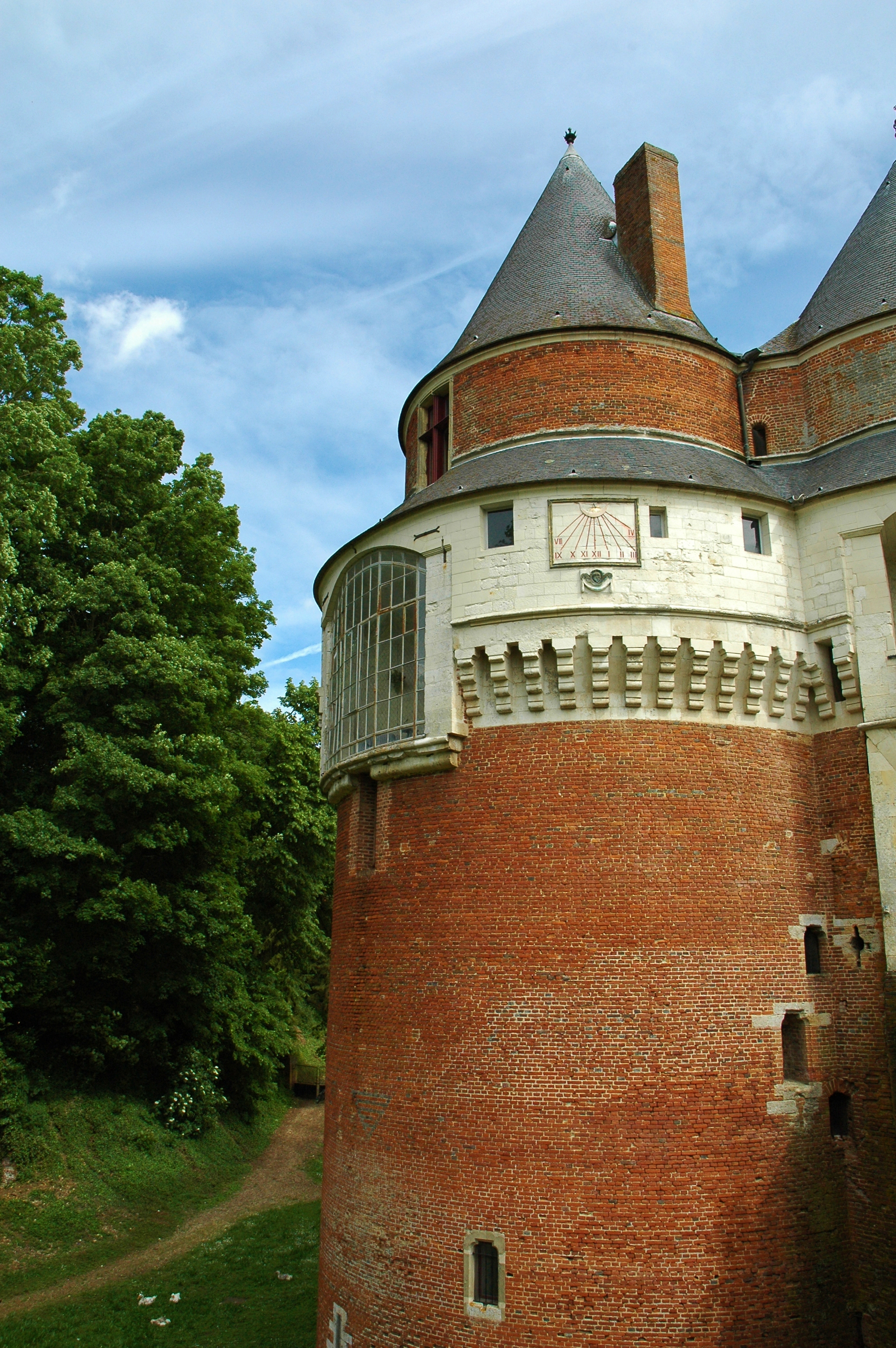
Одна из угловых башен